# Karel Vejrych
Karel Vejrych (2. února 1873 Kolín – 25. srpna 1930 Praha), byl český klavírista a hudební pedagog.

## Život
Karel Vejrych se narodil v Kolíně do rodiny železničáře Rakousko-uherské státní dráhy Rudolfa Vejrycha a Josefy Vejrychové-Dapeciové. Měl ještě dva mladší sourozence – sestru Elišku (Elu) (1878–1968), v letech 1900–1930 první ženu malíře Maxe Švabinského, a bratra Rudolfa, který byl významným malířem.
Po častějším stěhování za otcovou prací se rodina usídlila v Praze na Žižkově. Karel Vejrych byl mimořádně hudebně nadaný a už od svých sedmi let se učil hře na klavír. Po absolvování obecné školy odešel studovat na německé gymnázium v Praze Na Příkopech. V roce 1885 pro špatný prospěch změnil školu a nastoupil na české gymnázium v pražské Štěpánské ulici. Byl nejlepším žákem Kirchnerovy hudební školy v Karlíně. Po absolvování dvouleté varhanické školy odešel studovat hru na klavír na pražskou konzervatoř. Školil se u prof. Josefa Jiránka. O prázdninách působil na zámku v Košťanech jako učitel hry na klavír v rodině knížete Lobkovice. Další hudební vzdělání absolvoval ve Výmaru u prof. Stevenhagena a Frankfurtu u prof. Eugena D'Alberta a dále dva roky v Paříži. Zde se seznámil mimo jiné se slavným polským klavíristou Ignácem Paderewskim. Část pobytu v Paříži bydlel se svým přítelem a budoucím švagrem Maxem Švabinským, který zde studoval malbu. Následně podnikl úspěšné turné po Evropě s houslistou Emanuelem Ondříčkem. Všechen volný čas však trávil Karel Vejrych v Kozlově, vesničce nedaleko od České Třebové.
V roce 1899 se v kostele sv.Ludmily na Královských Vinohradech v Praze oženil s Bělou Prokůpkovou. Po svatbě krátce vyučoval na hudební škole v Litomyšli. Kolem roku 1900 se usadil v Kozlově natrvalo a připravoval se zde v klidu na významná evropská turné. V roce 1901 Karel Vejrych přijal profesuru na carské konzervatoři v tehdy ruském Kišiněvě. Tam pobýval s rodinou vždy osm měsíců v roce a 4 měsíce pak doma v Kozlově.
V roce 1911 Karel Vejrych odmítl nabídku na místo ředitele Kišiněvské konzervatoře a vrátil se domů. Zanechal koncertování a naplno se pustil do hospodaření na svém Kozlovském statku. Karel Vejrych měl tři dcery, Libuši rovněž vynikající klavírní virtuósku, Elišku a Evu. Karel Vejrych pracoval i veřejně. Byl členem výboru pro obec Kozlov a pracoval ve výkonného výboru Agrární strany v Praze. Na podzim roku 1927 utrpěl vážný úraz, který zapříčinila mozková mrtvice. Nemohl mluvit, číst ani psát. Následně se přestěhoval s manželkou do pražských Dejvic. Záchvaty mrtvice se však opakovaly a tak v roce 1930 Karel Vejrych zemřel. Pohřben byl na kozlovském hřbitově do rodinného hrobu Vejrychů.